# إريكو ايماي
إريكو ايماي (باليابانية: 今井絵理子؛ بالكانا: いまい えりこ) هي سياسية ومغنية وممثلة يابانية، ولدت في 22 سبتمبر 1983 في ناها في اليابان.

## وصلات خارجية
- الموقع الرسمي
- إريكو ايماي على موقع IMDb (الإنجليزية)
- إريكو ايماي على موقع ألو سيني (الفرنسية)
- إريكو ايماي على موقع ميوزك برينز (الإنجليزية)
- إريكو ايماي على موقع أول موفي (الإنجليزية)
- إريكو ايماي على موقع قاعدة بيانات الفيلم (الإنجليزية)
- إريكو ايماي على موقع كينوبويسك (الروسية)